# Клокоченій Векь
Клокоченій Векь (рум. Clococenii Vechi) — село у Глоденському районі Молдови. Входить до складу комуни, адміністративним центром якої є село Балатіна.

## Населення
За даними перепису населення 2004 року у селі проживали 776 осіб.
Національний склад населення села:
| Національність       | Кількість осіб | Відсоток   |
| -------------------- | -------------- | ---------- |
| молдавани румуни     | 764 5          | 98,5% 0,6% |
| росіяни              | 3              | 0,4%       |
| українці             | 2              | 0,3%       |
| інша / без відповіді | 2              | 0,3%       |
| Всього               | 776            | 100%       |